# Port lotniczy Shenyang-Taoxian
Port lotniczy Shenyang-Taoxian (IATA: SHE, Kod lotniska ICAO: ZYTX) - międzynarodowy port lotniczy położony w Shenyang, w prowincji Liaoning, w Chinach.
W 2010 port lotniczy Shenyang-Taoxian był 21. portem lotniczym w Chińskiej Republice Ludowej pod względem wielkości ruchu z 8,6 mln pasażerów.

## Linie lotnicze i połączenia
| Linia Lotnicza           | Kierunek |
| ------------------------ | --- |
| 9 Air                    | 1. Guangzhou 2. Guiyang 3. Ningbo 4. Wuxi |
| Chang’an Airlines        | 1. Xi’an |
| Air China                | 1. Pekin 2. Pekin-Daxing 3. Chengdu-Tianfu 4. Chongqing 5. Hohhot 6. Kunming 7. Wuhan 8. Yuncheng |
| Air Guilin               | 1. Guilin 2. Jingzhou 3. Kunming 4. Xinzhou |
| Air Koryo                | 1. Pjongjang |
| Air Travel               | 1. Changsha 2. Kunming |
| Beijing Capital Airlines | 1. Fuzhou 2. Haikou 3. Hengyang 4. Kunming 5. Lanzhou 6. Lijiang 7. Qingdao 8. Sanya 9. Wuhan |
| Chengdu Airlines         | 1. Baotou 2. Beihai 3. Changsha 4. Changzhou 5. Chengdu-Shuangliu 6. Chengdu-Tianfu 7. Guiyang 8. Haikou 9. Hefei 10. Hengyang 11. Jining 12. Lianyungang 13. Lüliang 14. Mianyang 15. Sanya 16. Wuhan 17. Yancheng 18. Zhengzhou |
| China Eastern Airlines   | 1. Changzhou 2. Chengdu-Tianfu 3. Fuzhou 4. Guilin 5. Hefei 6. Huai’an 7. Kunming 8. Moskwa-Szeremietiewo 9. Nanchang 10. Nankin 11. Ningbo 12. Qingdao 13. Szanghaj-Hongqiao 14. Szanghaj-Pudong 15. Tengchong 16. Wuhan 17. Wuxi 18. Xi’an 19. Xinyang 20. Yancheng 21. Yantai 22. Yinchuan 23. Zhanjiang |
| China Express Airlines   | 1. Baotou 2. Chongqing 3. Ulanhot 4. Yan’an |
| China Southern Airlines  | 1. Bangkok-Suvarnabhumi 2. Pekin-Daxing 3. Pusan 4. Changsha 5. Chengdu-Tianfu 6. Chongqing 7. Dubaj 8. Frankfurt 9. Guangzhou 10. Guiyang 11. Haikou 12. Hangzhou 13. Hongkong 14. Jiamusi 15. Jixi 16. Kunming 17. Lanzhou 18. Nagoja-Centrair 19. Nankin 20. Nanning 21. Ningbo 22. Osaka-Kansai 23. Qingdao 24. Qiqihar 25. Sanya 26. Seul-Inczon 27. Szanghaj-Pudong 28. Shenzhen 29. Shihezi 30. Tacheng 31. Tajpej-Taoyuan 32. Tokio-Narita 33. Urumczi 34. Wuhan 35. Xiamen 36. Xi’an 37. Xishuangbanna 38. Yan’an 39. Yichun-Heilongjiang 40. Yinchuan 41. Yiwu 42. Zhengzhou 43. Zhuhai Sezonowo: 1. Władywostok |
| China United Airlines    | 1. Wenzhou |
| Donghai Airlines         | 1. Shenzhen 2. Zhoushan |
| Eastar Jet               | 1. Cheongju |
| Garuda Indonesia         | Czartery: 1. Denpasar |
| GX Airlines              | 1. Fuyang 2. Yichang |
| Hainan Airlines          | 1. Changsha 2. Guangzhou 3. Haikou 4. Hangzhou 5. Hefei 6. Sanya 7. Shenzhen 8. Taiyuan 9. Urumczi 10. Wuhan 11. Xiamen 12. Xi’an 13. Yichun (Jiangxi) |
| Hebei Airlines           | 1. Changsha 2. Chongqing 3. Nankin 4. Shijiazhuang 5. Zhuhai |
| IrAero                   | Czartery: 1. Irkuck |
| Jiangxi Air              | 1. Haikou 2. Hangzhou 3. Jinan 4. Nanchang 5. Ordos |
| Juneyao Airlines         | 1. Guilin 2. Hulun Buir 3. Nankin 4. Szanghaj-Pudong |
| Korean Air               | 1. Seul-Inczon |
| Kunming Airlines         | 1. Changsha |
| Loong Air                | 1. Chengdu-Tianfu 2. Hangzhou 3. Kunming 4. Ningbo 5. Taiyuan 6. Weihai |
| Mandarin Airlines        | 1. Tajpej-Taoyuan |
| Okay Airways             | 1. Changsha 2. Qingdao 3. Taiyuan |
| Qingdao Airlines         | 1. Changsha 2. Changzhou 3. Chongqing 4. Guilin 5. Guiyang 6. Haikou 7. Luoyang 8. Qingdao 9. Weifang 10. Wenzhou 11. Yangzhou |
| Ruili Airlines           | 1. Anyang 2. Changsha 3. Chengdu-Tianfu 4. Datong 5. Hohhot 6. Huolingol 7. Kunming 8. Xi’an 9. Xiangxi 10. Xinzhou |
| Scoot                    | 1. Singapur |
| Shandong Airlines        | 1. Chongqing 2. Dongying 3. Guiyang 4. Jinan 5. Kunming 6. Qingdao 7. Shenzhen 8. Taiyuan 9. Xiamen 10. Xuzhou 11. Yantai |
| Shanghai Airlines        | 1. Szanghaj-Hongqiao 2. Szanghaj-Pudong 3. Weihai |
| Shenzhen Airlines        | 1. Changsha 2. Changzhou 3. Chengdu-Tianfu 4. Dazhou 5. Fuzhou 6. Guangzhou 7. Haikou 8. Hefei 9. Huizhou 10. Linyi 11. Nanchang 12. Nankin 13. Nanning 14. Nantong 15. Quanzhou 16. Sanya 17. Shenzhen 18. Taiyuan 19. Wenzhou 20. Wuhan 21. Wuxi 22. Xi’an 23. Xiangyang 24. Yangzhou 25. Yantai 26. Yichang 27. Zhengzhou 28. Zhuhai |
| Sichuan Airlines         | 1. Chengdu-Shuangliu 2. Chengdu-Tianfu 3. Chongqing 4. Kunming 5. Sanya 6. Taiyuan 7. Xi’an 8. Xichang 9. Xuzhou |
| Sky Angkor Airlines      | Czartery: 1. Siĕm Réab |
| Spring Airlines          | 1. Beihai 2. Changzhou 3. Chongqing 4. Guilin 5. Handan 6. Hangzhou 7. Hefei 8. Jeju 9. Jieyang 10. Lanzhou 11. Linyi 12. Luoyang 13. Nanchang 14. Nankin 15. Ningbo 16. Osaka-Kansai 17. Sanya 18. Seul-Inczon 19. Szanghaj-Pudong 20. Shaoyang 21. Shenzhen 22. Weihai 23. Xiamen 24. Xi’an 25. Yangzhou 26. Zhanjiang 27. Zhengzhou 28. Zhuhai |
| Tianjin Airlines         | 1. Xi’an 2. Yulin |
| Tibet Airlines           | 1. Chengdu-Shuangliu |
| T’way Air                | 1. Seul-Inczon |
| Uni Air                  | 1. Tajpej-Taoyuan |
| VietJet Air              | 1. Nha Trang |
| Vietnam Airlines         | Czartery: 1. Hanoi 2. Nha Trang |
| West Air                 | 1. Chongqing 2. Rizhao |
| Xiamen Air               | 1. Changsha 2. Chongqing 3. Fuzhou 4. Hangzhou 5. Huai’an 6. Qingdao 7. Quanzhou 8. Shenzhen 9. Wuhan 10. Xiamen |

### Cargo
| Linia Lotnicza        | Kierunek                                             |
| --------------------- | ---------------------------------------------------- |
| China Postal Airlines | 1. Dalian 2. Dandong 3. Szanghaj-Hongqiao 4. Weifang |
| Lufthansa Cargo       | 1. Frankfurt 2. Krasnojarsk 3. Tokio-Narita          |
| Cargojet Airways      | 1. Tokio-Narita 2. Vancouver                         |